# Didier Van Cauwelaert
Didier Van Cauwelaert (Nice, 29 juli 1960) is een Frans auteur met een Belgische achtergrond.

## Levensloop
Van Cauwelaert begon met schrijven toen hij amper acht was. Zijn doel was bij te dragen tot het gezinsbudget, nadat zijn vader, die advocaat was, ernstige fysieke handicaps had overgehouden aan een auto-ongeval. Hij stuurde regelmatig zijn pennenvruchten naar uitgevers, maar ze werden steevast geweigerd.
Hij was tweeëntwintig toen in 1982 de Éditions du Seuil zijn eerste roman, Vingt ans et des poussières publiceerde, gevolgd door drie andere romans. In 1991 stapte hij over naar uitgever Albin Michel.
Hij ontving verschillende literaire prijzen. De toekenning van de Prix Goncourt in 1994 voor zijn roman Un aller simple, betekende een belangrijke doorbraak.
Hij heeft een twintigtal romans gepubliceerd, enkele theaterstukken en verschillende musicals. Hij heeft ook verschillende filmscenario's geschreven.
De meesters die hij citeert en tegen wie hij opkijkt zijn Marcel Aymé et Romain Gary. Hij beschrijft zichzelf als „de romancier van de reconstructie”. De meeste van zijn romans gaan over mensen in nood die zich moeten reconstrueren.
In maart 2009 stelde hij zijn kandidatuur voor de Académie française. De leden van de Academie gaven de voorkeur aan François Weyergans.
Zijn familie vindt haar oorsprong in België, bij de Van Cauwelaerts uit Denderwindeke en Onze-Lieve-Vrouw-Lombeek.

## Stellingnamen
- Didier van Cauwelaert heeft bij herhaling stelling genomen ten gunste van mogelijke communicatie met overledenen. Hij heeft onder meer het voorwoord geschreven bij getuigenissen over contact met het hiernamaals, zoals La vie de l'autre côté van Michèle Decker (2004) en Karine après la vie van Maryvonne et Yvon Dray (2002). Het thema wordt ook behandeld in zijn roman La Maison des lumières.
- In 2011 heeft hij zijn steun betuigd aan Chief Raoni in zijn strijd tegen de stuwdam van Belo Monte.

## Publicaties

### Romans
- Vingt ans et des poussières, 1982
- Poisson d'amour, 1984
- Les Vacances du fantôme, 1986
- L'Orange amère, 1988
- Un objet en souffrance, 1991
- Cheyenne, 1993
- Un aller simple, 1994
- La Vie interdite, 1997
- Corps étranger, 1998
- La Demi-pensionnaire, 1999
- L'Éducation d'une fée, 2000
- L'Apparition, 2001
- Rencontre sous X, 2002
- Hors de moi, 2003
- L'Évangile de Jimmy, 2004
- Attirances, 2005
- Cloner le Christ ?, 2006
- Le Père adopté, 2007.
- La Nuit dernière au XVe siècle, 2008.
- La Maison des lumières, 2009.
- Thomas Drimm - T1: La fin du monde tombe un jeudi, 2009.
- Les témoins de la mariée, 2010
- Thomas Drimm - T2: La guerre des arbres commence le 13, 2010
- Le journal intime d'un arbre, 2011
- Double identité, 2012
- La Femme de nos vies, 2013
- 52 cadavres exquis, collectif avec Tatiana de Rosnay, Harold Cobert, Irène Frain, Daniel Picouly, Christine Orban, Yann Queffélec
- Le Principe de Pauline, 2014
- Jules, 2015
- On dirait nous, 2016
- Le Retour de Jules, 2017
- J'ai perdu Albert, 2018
- La personne de confiance, 2019
- L'inconnue du 17 mars, 2020.
- Le pouvoir des animaux, 2021.

### Vertalingen in het Nederlands
- Enkele reis (Un aller simple), 1995
- Het verboden leven  (La vie interdite), 1998
- Kind van de rekening (Un objet en souffrance), 1999

### Theater
als Auteur
- L'Astronome 1983,
- Le Nègre, 1986
- Noces de sable, 1995
- Le rattachement, 2010 (geschreven in opdracht van de stad Nice naar aanleiding van de honderdvijftigste verjaardag van de aanhechting van het Graafschap Nice bij Frankrijk)

als bewerker
- Musical Kuifje en de Zonnetempel
- Le Passe-muraille van Marcel Aymé

### Verhalen
- Madame et ses flics, 1985 samen met Richard Caron
- Hors de Moi, 2003

### Scenario's voor film en televisie
- Père Noël et fils, 1983
- L'Invité surprise, 1989
- Feu sur le candidat, 1990
- Triplex, 1991
- Les Amies de ma femme, 1993
- Un aller simple, 2001
- La educación de las hadas, samen met José Luis Cuerda, 2006

### Scenario's voor strips
- Vanity Benz, tekeningen van Frank Bonnet

## Erkenning
- 1982: prix Del Duca voor Vingt ans et des poussières
- 1983: Prix du Théâtre de l'Académie française voor L'Astronome
- 1984: prix Roger-Nimier voor Poisson d'amour
- 1986: prix Gutenberg du Livre voor Les Vacances du fantôme
- 1994: prix Goncourt voor Un aller simple
- 1997: Grand prix des lecteurs du Livre de poche voor La Vie interdite
- 1997: Grand prix du théâtre de l’Académie Française
- 1999: Prix Fémina Hebdo voor Le demi-pensionnaire
- 2002: prix Science de la vulgarisation scientifique voor L'Apparition
- 2007: prix Marcel Pagnol en Prix Nice Baie des Anges voor Le Père adopté
- 2013: prix Messardière du Roman d'Eté pour La femme de nos vies
- 2014: prix An Avel pour Le principe de Pauline
- 2014: prix Océanes pour La femme de nos vies
- 2014: prix Annuel du Roman du Club des Irrésistibles des Bibliothèques de Montréal pour La femme de nos vies
- 2014: prix du Livre Environnement 2014 (Fondation Veolia) pour Les abeilles et la vie